# لب‌های اجاره‌ای
لب‌های اجاره‌ای (انگلیسی: Rented Lips) یک فیلم به کارگردانی رابرت داونی سینیور است که در سال ۱۹۸۸ منتشر شد.
این فیلم آخرین فیلمی بود که دیک شاون بازی کرده بود. او در ۱۹۸۷ درگذشت.

## بازیگران
- دیک شاون
- جنیفر تیلی
- رابرت داونی جونیور
- جون لوکارت
- مایکل هورس
- آیلین برنان
- آندریا پارکر